# Песте-Валя-Бістрій
Песте-Валя-Бістрій (рум. Peste Valea Bistrii) — село у повіті Алба в Румунії. Адміністративно підпорядковане місту Кимпень.
Село розташоване на відстані 327 км на північний захід від Бухареста, 58 км на північний захід від Алба-Юлії, 56 км на південний захід від Клуж-Напоки.

## Населення
За даними перепису населення 2002 року у селі проживала 41 особа, усі — румуни. Усі жителі села рідною мовою назвали румунську.